# نبيل فليفل
نبيل أحمد فليفل (1954 - 1984) هو باحثٌ فيزيائي فلسطينيٌ متخصصٌ في الفيزياء النوويَّة. كان مقيمًا بمخيم الأمعري في محافظة رام الله والبيرة، وتشير المصادر بأنه «رفض عروضًا للعمل في الخارج؛ خدمةً لوطنه». اختفى فجأة، وعثر على جثته (مُقطعة حسب بعض المصادر) على طريق بيتونيا-بيت عور بتاريخ 28 أبريل/نيسان 1984، ولم تجرِ أي تحقيقاتٍ حول وفاته، ولكنَّ المصادر تشير بأنَّ الموساد مسؤولٌ عن اغتياله.